# Steliano Filip
Steliano Filip (Buzău, el 15 de maig de 1994) és un futbolista romanès que juga amb el Dinamo Bucureşti. Va començar la seva carrera com a extrem esquerre, després va evolucionar cap a una posició defensiva per convertir-se en lateral esquerre.